# Bezirk Kortrijk
Der Bezirk Kortrijk ist einer von acht Bezirken (Arrondissements) in der belgischen Provinz Westflandern. Er umfasst eine Fläche von 402,87 km² mit 302.332 Einwohnern (Stand: 1. Januar 2024) in zwölf Gemeinden.

## Gemeinden im Bezirk Kortrijk
| Gemeinde        | Einwohner 1. Januar 2024 | Fläche km² | Dichte Einw./km² | NIS- Code | Postleitzahl         |
| --------------- | ------------------------ | ---------- | ---------------- | --------- | -------------------- |
| Anzegem         | 15.148                   | 41,79      | 362              | 34002     | 8570, 8572–8573      |
| Avelgem         | 10.406                   | 21,75      | 478              | 34003     | 8580–8583            |
| Deerlijk        | 12.670                   | 16,82      | 753              | 34009     | 8540                 |
| Harelbeke       | 29.904                   | 29,14      | 1.026            | 34013     | 8530–8531            |
| Kortrijk        | 80.032                   | 80,02      | 1.000            | 34022     | 8500–8501, 8510–8511 |
| Kuurne          | 14.145                   | 10,01      | 1.413            | 34023     | 8520                 |
| Lendelede       | 5.881                    | 13,15      | 447              | 34025     | 8860                 |
| Menen           | 34.417                   | 33,07      | 1.041            | 34027     | 8930                 |
| Spiere-Helkijn  | 2.063                    | 10,78      | 191              | 34043     | 8587                 |
| Waregem         | 39.997                   | 44,34      | 902              | 34040     | 8790–8793            |
| Wevelgem        | 31.884                   | 38,76      | 823              | 34041     | 8560                 |
| Zwevegem        | 25.785                   | 63,24      | 408              | 34042     | 8550                 |
| Bezirk Kortrijk | 302.332                  | 402,87     | 750              | 34000     | –                    |

## Geschichte
Das Gebiet des Bezirks Kortrijk gehörte bis zum Ende des 18. Jahrhunderts zur Grafschaft Flandern, die Teil der Österreichischen Niederlande war. Im Jahr 1790 entstanden hieraus vorübergehend die Vereinigten Belgischen Staaten. Im Ersten Koalitionskrieg wurde das Gebiet 1794 besetzt und aufgrund eines vom französischen Nationalkonvent am 1. Oktober 1795 getroffenen Beschlusses mit der Französischen Republik vereinigt. Die Verwaltung und das Gerichtswesen wurde an das noch neue französische System angepasst und Départements, Arrondissements und Kantone mit den zugehörenden Gemeinden eingerichtet. Das Arrondissement Kortrijk (französisch Arrondissement de Courtray) gehörte von 1795 bis 1814 zum Département de la Lys und gliederte sich in die Kantone bzw. Friedensgerichtsbezirke Avelgem (Avelghem), Harelbeke (Harlebeke), Ingelmunster, Kortrijk (Courtray, 4 Kantone), Menen (Menin), Meulebeke, Moorsele (Moorseele), Oostrozebeke (Oost-Roosebeke) und Roeselare (Roulers).